# Juvénal Habyarimana
Juvénal Habyarimana (født 8. marts 1937, død 6. april 1994) var en rwandisk politiker der fra 1973 til sin død i 1994 fungerede som landets præsident. Habyarimana blev myrdet den 6. april 1994 da hans fly, der også bar nabolandet Burundis præsident Cyprien Ntaryamira, blev skudt ned tæt ved Rwandas hovedstad Kigali. Habyarimanas død blev samtidig startskuddet til Folkemordet i Rwanda.